# José Manuel Pérez (moto)
Pour les articles homonymes, voir José Pérez et Pérez.
José Manuel Pérez, né le 5 novembre 1963 à El Pinós (Communauté valencienne) et mort le 10 janvier 2005, est un motard amateur espagnol.

## Biographie
Directeur d'une société de produits chimiques, José Manuel Pérez se passionne pour la moto tout terrain, et l'épreuve du Rallye Paris-Dakar tout particulièrement. Il prend part aux éditions 2002, 2003, 2004 et 2005.
José Manuel fait une lourde chute lors de la 7e étape de l'édition 2005 (6 janvier), entre Zouérat et Tichit (Mauritanie). Transféré à la clinique de Dakar (Sénégal) puis à l'hôpital d'Alicante (Espagne), il y succombe à ses blessures.